# Freisinger Landstraße
Die Freisinger Landstraße ist eine etwa 4,1 km lange Innerortsstraße im Münchner Stadtteil Freimann. Sie führt – zunächst in einem Bogen – von der Situlistraße (als Verlängerung der Ungererstraße) weiter nach Norden bis zur Stadtgrenze. Sie unterquert am Autobahnkreuz München-Nord die A 99. Namensgebend ist die Stadt Freising, wohin sie als Staatsstraße 2350 führt. Bis zur Herabstufung im Jahr 2015 war sie Teil der B 11.
An ihr liegen der Fröttmaninger Berg, das Islamische Zentrum München mit der Freimann-Moschee, die Obere Isarau, der Schleißheimer Kanal, die Kleingartendaueranlage NO 60, die Auensiedlung sowie die Kläranlage Gut Großlappen. Im Osten verlaufen parallel zur Straße der Garchinger Mühlbach und die Isar.

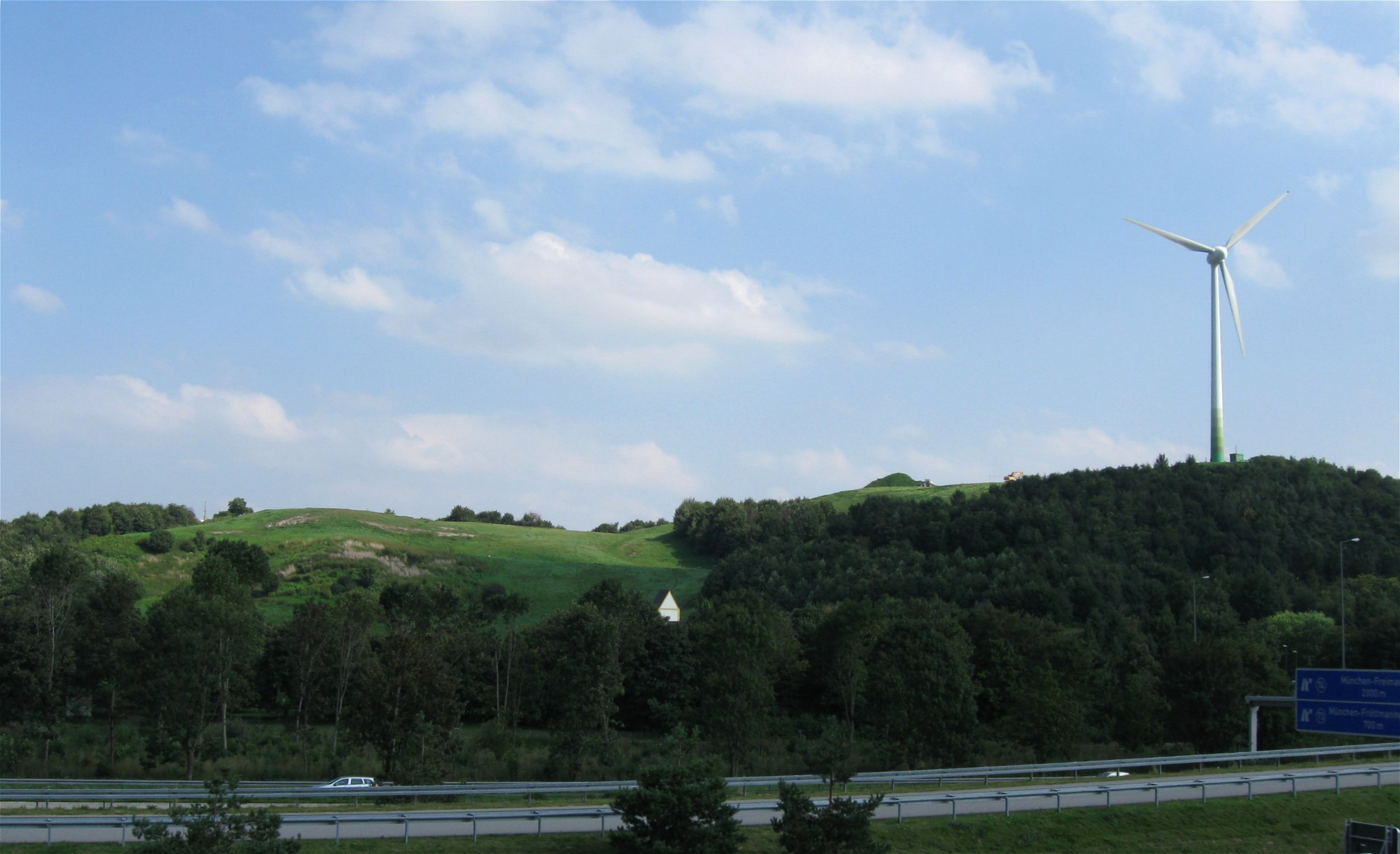
Fröttmaninger Berg
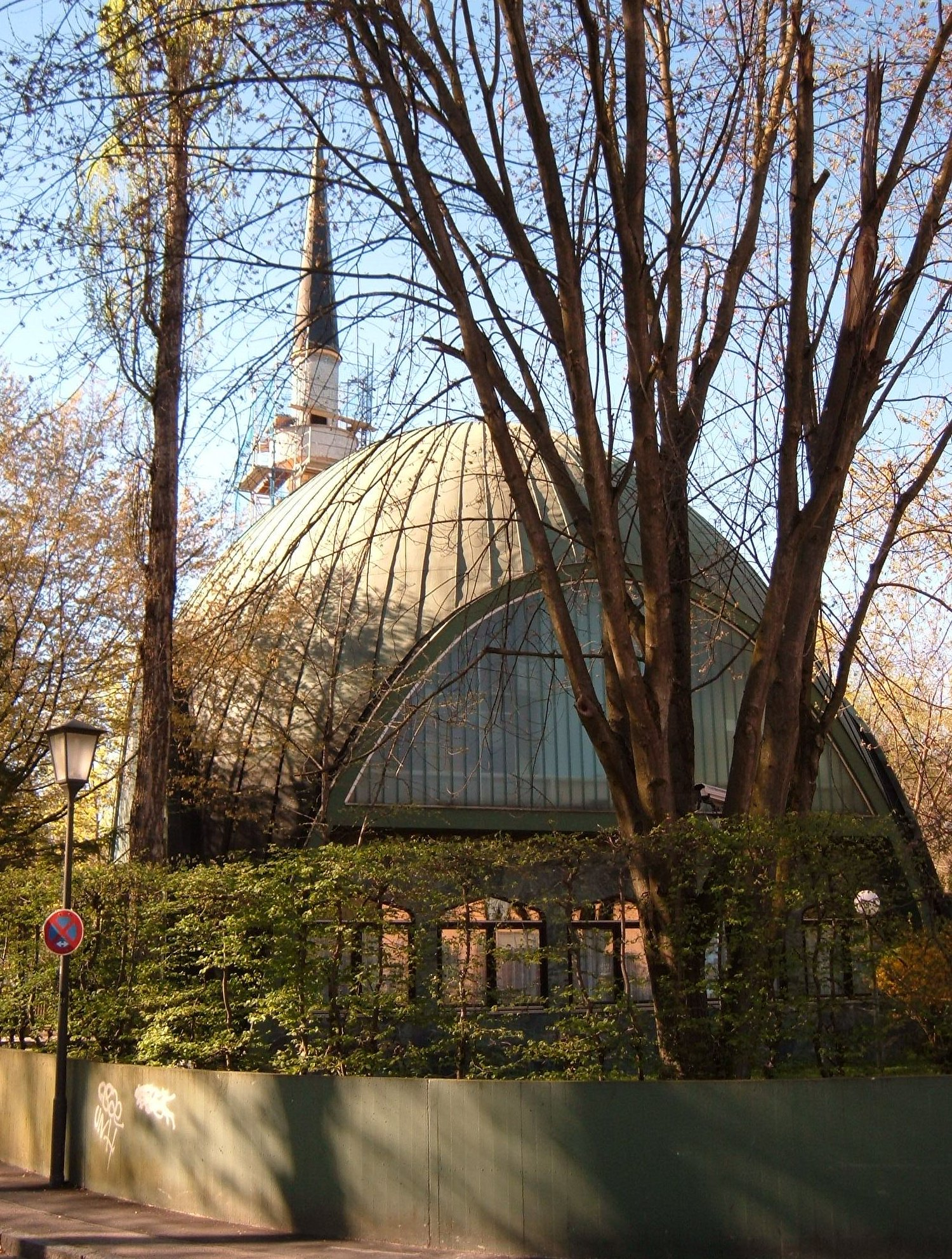
Freimann-Moschee
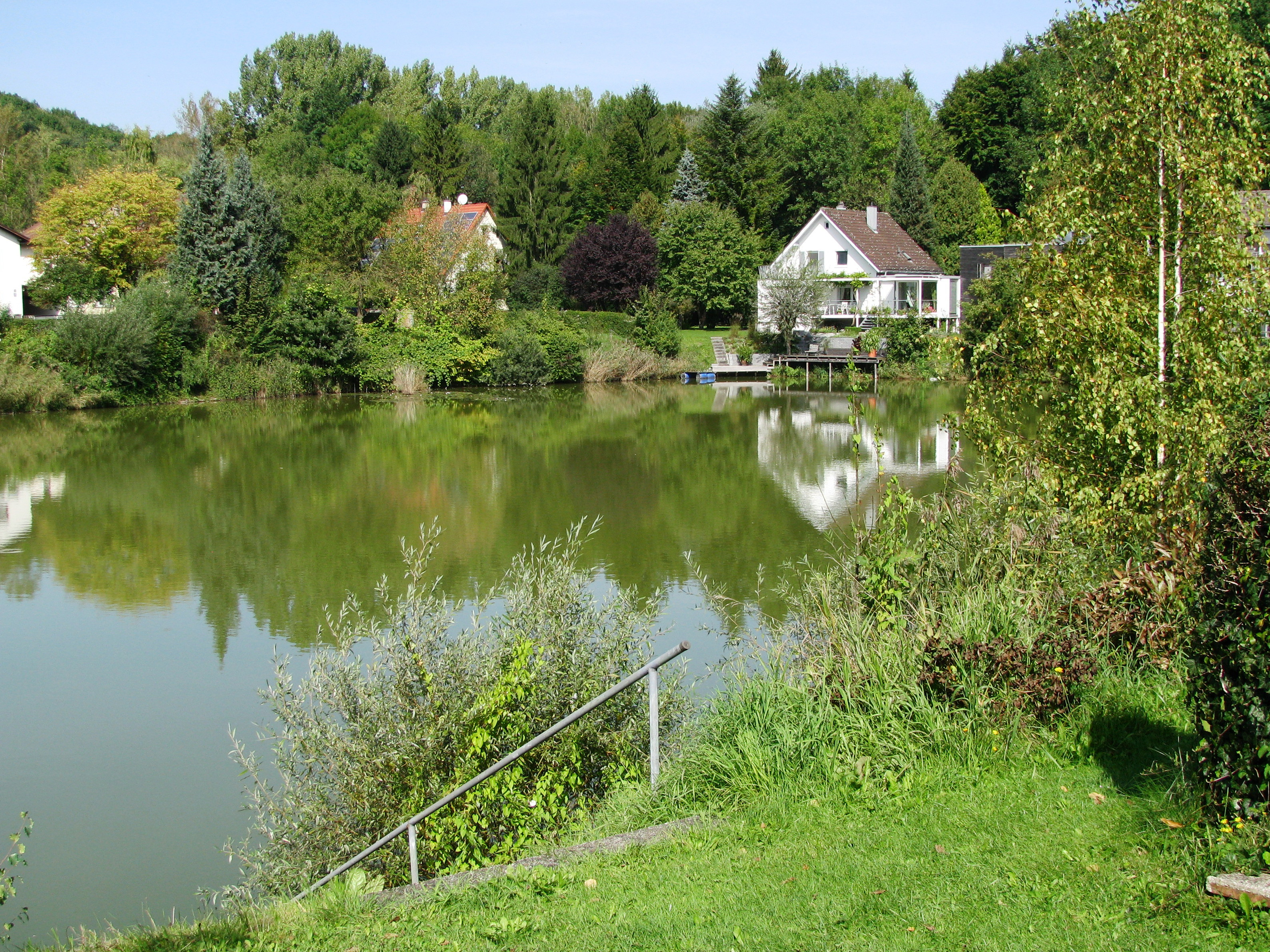
Auensiedlung
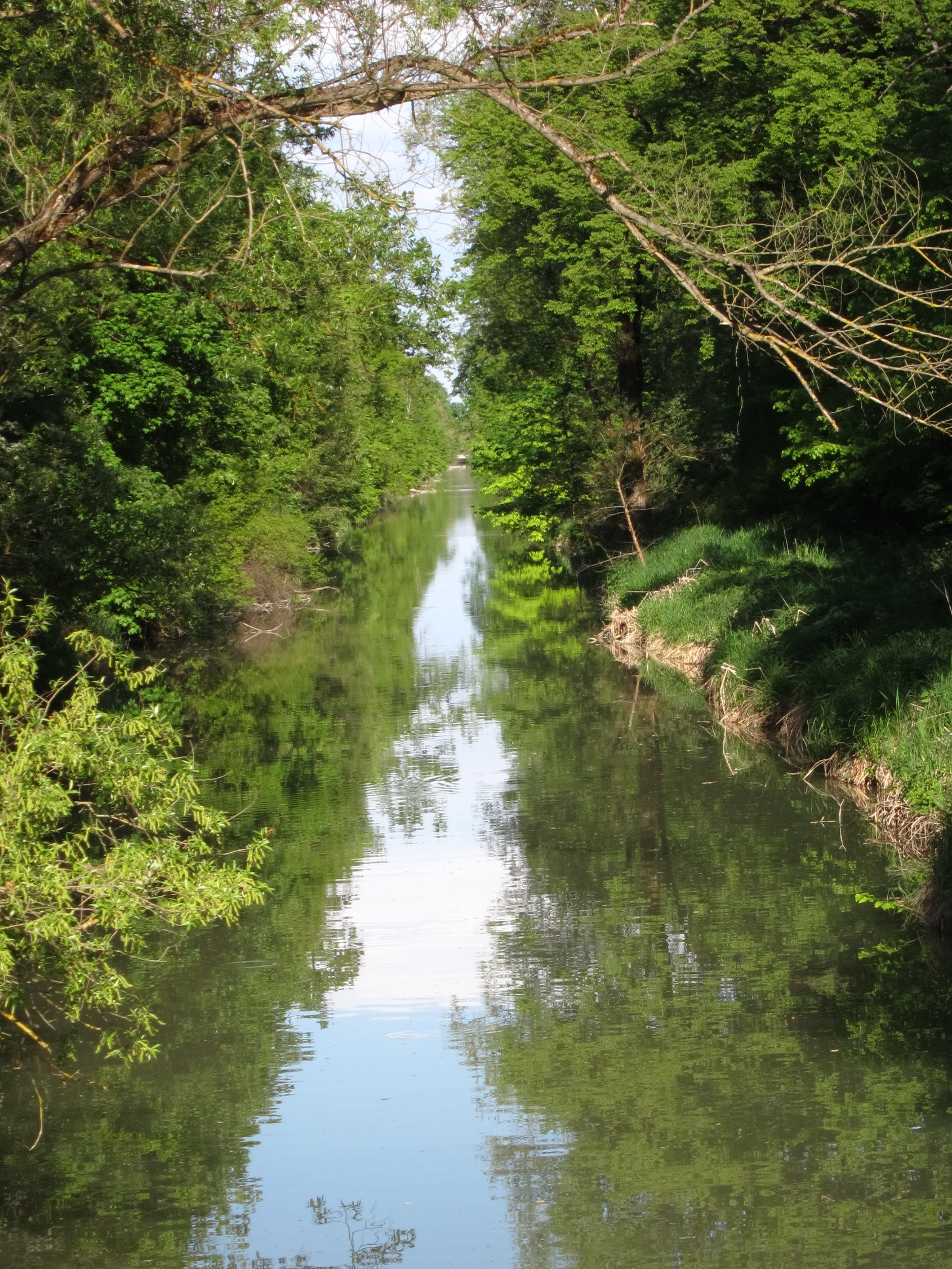
Schleißheimer Kanal
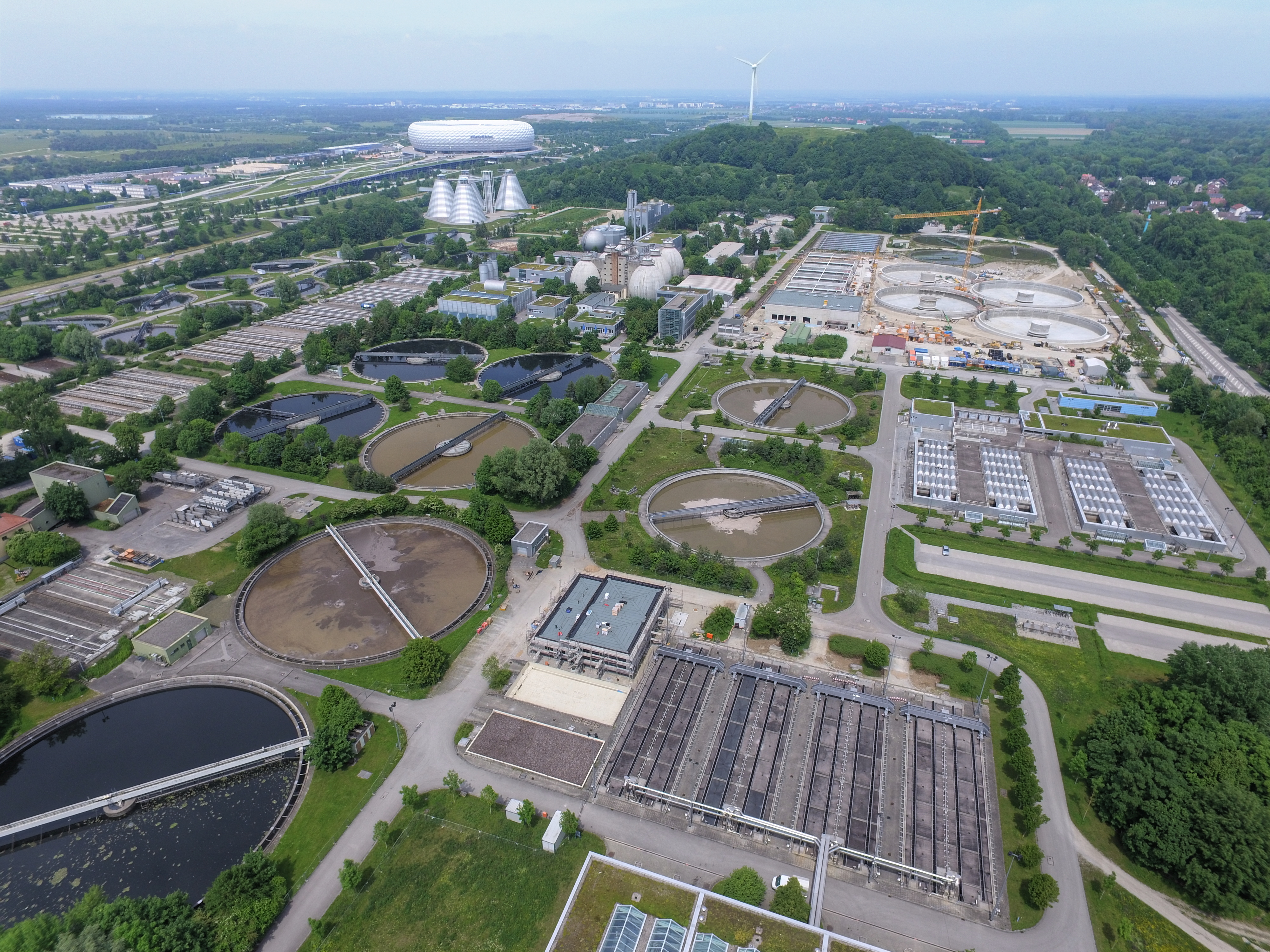
Kläranlage Gut Grosslappen

Koordinaten: 48° 11′ 43,2″ N, 11° 37′ 26,7″ O